# Ralph Doubell
Ralph Douglas Doubell (Melbourne, 11 de fevereiro de 1945) é um ex-atleta e campeão olímpico australiano, especializado em corridas de meio fundo.
Doubell teve uma curta carreira atlética mas preparou-se para atingir o ápice dela no lugar certo e no momento certo, os Jogos Olímpicos. Estudou e formou-se na Universidade de Melbourne, onde foi treinado por Franz Stampfl, um dos mais renomados técnicos do atletismo mundial, inventor do sistema conhecido como interval training, usado por velocistas e meio-fundistas desde então.
Sua estreia com vitória no cenário internacional se deu em 1967, na V Universíada, em Tóquio, fazendo os 600 m em 1m46s7, seguido de uma temporada em circuitos de pista coberta nos Estado Unidos. Sua próxima temporada, o ano olímpico, foi severamente prejudicado por lesões no tendão de Aquiles, que o impedirem de treinar por seis meses antes dos Jogos.
Nos Jogos da Cidade do México 1968, Doubell era apenas mais um competidor na final dos 800 m, cujo grande favorito era o queniano Wilson Kiprugut, medalha de bronze na prova em Tóquio 64. Kiprugut liderou  toda a primeira volta e parte da segunda, até que Doubell fez sua arrancada, passando o queniano na reta de chegada, conquistando o ouro e no processo igualando o recorde mundial vigente de 1m44s4, um tempo que permaneceu como recorde australiano por quatro décadas.
Ele pretendia correr nos Jogos Olímpicos de Munique em 1972, mas seguidas contusões na panturrilha o fizeram abandonar a carreira precocemente. Em 2006, ele foi agraciado com a Ordem da Austrália, comenda concedida pela rainha Elizabeth II.